# Johann Schorkop
Johann Schorkop, auch Johannes Schorkop (* ca. 1440; † 1509 in Braunschweig, Herzogtum Braunschweig-Lüneburg) war ein deutscher Theologe, Kanoniker von St. Blasius und Büchersammler.

## Leben
Der aus einer seit 1409 in Braunschweig nachweisbaren Ratsfamilie der dortigen Neustadt stammende Johann Schorkop besuchte die Lateinschule in Tangermünde und studierte anschließend an der Universität Rostock, wo er vermutlich zum Dr. theol. promoviert wurde.
Für die Zeit von 1467 bis 1509 ist Schorkop als Kanoniker an St. Blasius in Braunschweig bezeugt. Er war 1467 als Sekretär Herzog Friedrichs tätig. Schorkop äußerte sich im Jahr 1493 in einer in der Herzog August Bibliothek erhaltenen Handschrift zu theologischen Fragestellungen seiner Zeit. So vertrat er die insbesondere von den Franziskanern vertretene These, dass Christus bei der Auferstehung nicht alles Blut wieder an sich genommen habe. Nur unter dieser Voraussetzung war die Existenz der Heilig-Blut-Reliquien möglich, von denen eine im Braunschweiger Aegidienkloster verehrt wurde. Die Frage der unbefleckten Empfängnis Mariens wurde in der katholischen Kirche über Jahrhunderte kontrovers diskutiert. Papst Sixtus IV. publizierte am 4. September 1483 die päpstliche Bulle Grave nimis, die die Freiheit Mariens von der Erbsünde im Augenblick ihrer Empfängnis bekräftigte. Schorkop schloss sich vier Jahre darauf dieser Lehrmeinung an.
Schorkop besaß mutmaßlich eine umfangreiche Bibliothek, auf die zahlreiche Zitate in seinen Schriften hindeuten. Überliefert ist eine Bücherschenkung Schorkops an das Benediktinerkloster Clus bei Gandersheim. Johann Schorkop starb 1509 in Braunschweig.